# Sadayoshi Fukuda
Sadayoshi Fukuda(en japonés:福田 定良, pseudónimo  de Yukiari Segawa, 瀬川 行有, 6 de abril de 1917-12 de diciembre de 2002) escritor, crítico y filósofo social japonés.

## Biografía
Se graduó en la Universidad de Hosei (Tokio) en 1940. En 1944, lo enviaron aHalmahera, Indonesia y regresó a Japón en 1946 donde comenzó a ejercer de profesor en su antigua universidad hasta 1970.